# Deer Island (Gambia)
Deer Island ist eine Binneninsel des Gambia-Flusses im westafrikanischen Staat Gambia.

## Geographie
Die ungefähr sechs Kilometer lange und 1,8 Kilometer breite Insel liegt rund 225 Fluss-Kilometer flussaufwärts von Banjul. Der Gambia verengt sich hier in den sich teilenden Flussarmen auf eine Breite von etwa 330 Meter und 270 Meter. In unmittelbarer Nähe liegt die Insel Pasari Island.
Auf dem rechten Flussufer liegt der 1485 Hektar große Kahi Badi Forest Park. Auf der Insel wachsen verschiedene Palmenarten und Affenbrotbäume (Baobab). Zahlreiche Vögel bewohnen die unbesiedelte Insel, und vereinzelt werden Flusspferde gesichtet.